# Groove音樂
Windows 媒体播放器，前身为Groove音樂，舊稱Xbox音樂和Zune音樂，是由微軟開發的一種數位音樂流媒體服務，透過訂閱或Windows商店裡購買提供音樂串流。該服務基於網絡，也可透過Microsoft Windows、Xbox產品線、iOS和Android的應用程式訪問。Groove收錄了超過38萬首歌曲。
2017年10月2日，微软宣布将于同年12月31日停止Groove音乐的流媒体业务，用户将被转移至Spotify。Groove音乐自此仅能播放本地文件。
从Windows11开始，Groove音樂被升级成Windows 媒体播放器。微软于2022年2月15日向Windows11所有用户推送新版Windows 媒体播放器取代原來的Groove音樂。
2023年1月微软向Windows10用户推送新版Windows 媒体播放器取代原來在Windows10內預載的Groove音樂。

## 可用區域
可以使用Groove的國家包括：
- 阿根廷
- 奥地利
- 比利时
- 巴西
- 加拿大
- 丹麦
- 芬兰
- 法國
- 德国
- 爱尔兰
- 義大利
- 日本
- 墨西哥
- 荷蘭
- 新西兰
- 挪威
- 葡萄牙
- 西班牙
- 瑞典
- 瑞士
- 英国
- 美国
- 中国

## 外部連結
- 官方网站
- Groove音樂網頁播放器 （页面存档备份，存于）